# ルアス
ルアス（Luas）は、アイルランドの首都ダブリンで運行している路面電車（ライトレール）。「ルアス」とはアイルランド語で「スピード」を意味する。
路線は2つあり、グリーンラインは2004年6月30日に開通し、レッドラインは、同年9月26日に開通した。

## 概要
ダブリン市内中心部のセント・スティーブンス・グリーンからサンディフォードを経て南東部のブライズ・グレンを結ぶグリーンライン（ほとんどの路線は、かつて存在していた在来線の鉄道の廃線跡を利用して建設された専用軌道）、ダブリン市内東部の港湾地域にあるザ・ポイントから市内中心部のコノリー駅およびヒューストン駅を経由して南西部のタラおよびサガートを結ぶレッドライン（多くの部分が新設であり中心部においてかなりの距離を併用軌道上を走るためグリーンラインに比べて速度や定時性は劣る）がある。車両はシタディスを使用。運行などはマンチェスターなど他の都市でも運行の実績のあるコネックス社（現在のトランスデヴ）に任せられている。
当初はそれぞれグリーンラインがセント・スティーブンス・グリーン - サンディフォード間、レッドラインがダブリン・コノリー駅 - タラ間の区間で開業した。この両線の完成に手間取り予定よりも開業は大幅に遅れたものの、開通後はその快適さや定時性、利用の容易さのために大きな成功を収め、人口増加と交通渋滞に悩む当局では新たな路線の建設が計画され、またレッドライン、グリーンラインともに各方面に延伸が行われた。
開通から13年もの間、市内中心部で2つの路線間は直接乗り継ぐことができず（徒歩での5 - 10分ほどの移動が必要）、課題とされ、グリーンラインが2017年に延長され、乗り継ぎが可能になった。

## 歴史

### 計画
ダブリン市に新しい路面電車、またはライトレールを設置することは、1981年にダブリン交通開発（Dublin Transportation Initiative; DTI）によって提案された。アイルランドの公営公共交通機関である、アイルランド交通グループ（Córas Iompair Éireann; CIÉ）は、様々な選択肢を検討するように求められた。路面電車建設に以下の2つの段階を提案した。
- 第1段階：ダブリン市内経由、タラ - ダンドラム/バラリー
- 第2段階：バリムン - ダブリン市内、ダンドラム/バラリー - サンディフォード

調査は1997年7月に始まったが、市内中心部の地下を使用する可能性を調査するために保留された。1998年5月にアイルランド政府は2つの路線の建設を決定し、計画を修正した。路線の1つはタラからダブリン・コノリー駅まで走り、2つ目はサンディフォード工業団地から市内中心部の地下とバリムンを通り、ダブリン空港まで走るとした。
ルアスを開発する責任者は、CIÉから2001年12月に政府によって設置された鉄道調達機関（Railway Procurement Agency; RPA）に移された。
2001年3月に1つ目のタラ - コノリーの路線と2つ目のサンディフォード - セント・スティーブンス・グリーンの区域で建設工事が始まり、イタリアのアンサルドとオーストラリアのMVMが構築する契約を結んだ。セント・スティーブンス・グリーンからダブリン空港への区域はかわりに地下鉄（メトロ）で運行することが決定したため、建設が始まる前に廃止した。維持と運用の契約は、ヴェオリア交通アイルランド（旧コネックス）と結んだ。
ルアスレッドラインの開発は、欧州地域開発資金（European Regional Development Fund; ERDF）のもとで、8,520万ユーロの資金提供によって促進され、一部の路線のコストは路線付近の地域開発の課税によって引き上げられた。

### 開通

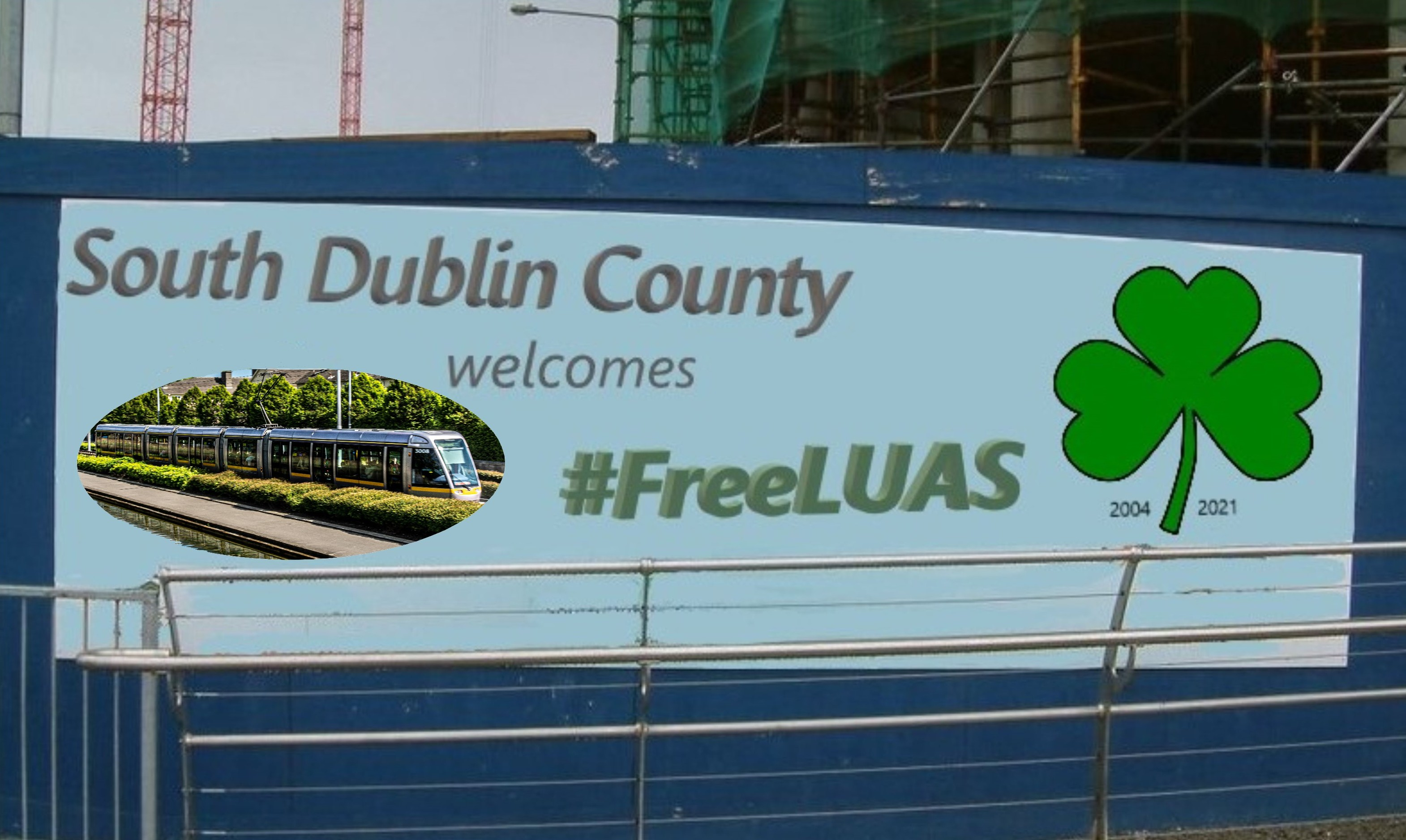
南ダブリン市のルアス広告キャンペーン

ルアスの開通予定日は2003年だったが、建設の遅れにより1年遅れた。建設中は、広告キャンペーンが行われていた。2004年2月に完成し、試運転が始まった。また、同時に2004年6月30日がグリーンラインの正式な開通日として決定された。レッドラインは、2004年9月26日に開通し、最初の6日間は無料で利用することができた。

### 2004年から現在まで
2006年11月まで5,000万回以上利用され、日9万回利用されている。2009年には、2,540万回利用された。1日の最多利用客数は、145,000人の2007年12月21日であった。
ルアスは、国の補助金なしで運行されている。985,000ユーロの黒字を記録し、予想された250万ユーロの赤字を遥かに上回った。
2009年12月8日、レッドラインはドックランズまでの延長が開通した。ジョージ・ドック、マヨール・スクエア＝NCI、スペンサードックの4つの停留場があり、3アリーナの向かいのポイント・ビレッジを終点としているが、コノリーを迂回している。2007年6月初頭に建設が始まり、開通前の2009年9月に試運転が開始された。
2010年10月16日、サンディフォードからチェリーウッドへのB1拡張が始まった。

#### ルアス・クロスシティ

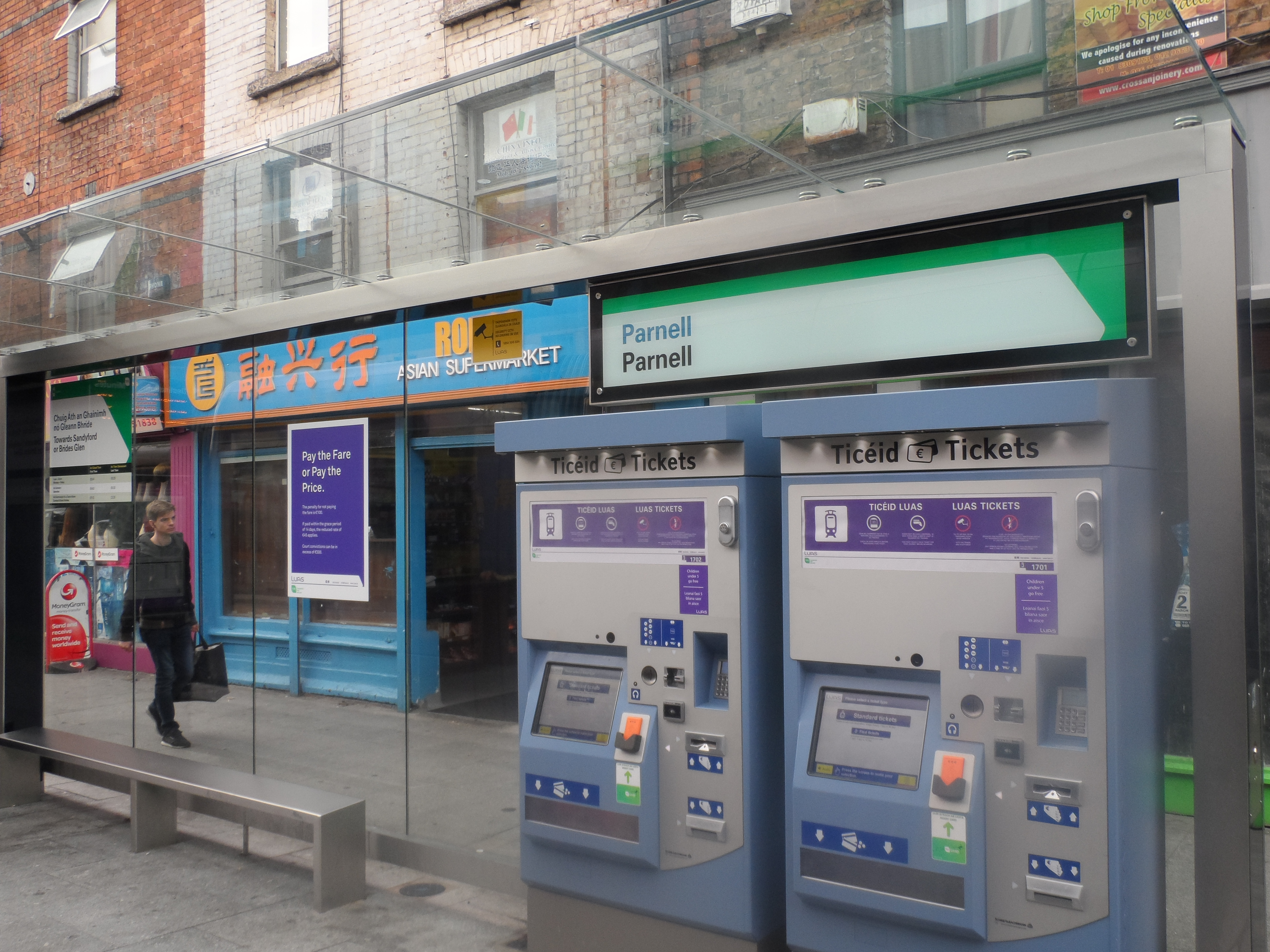
2018年のパーネル停留場（駅看板が刷新されている）

開通から13年もの間、市内中心部で2つの路線間は直接乗り継ぐことができず（徒歩での5〜10分ほどの移動が必要）、課題とされていた。

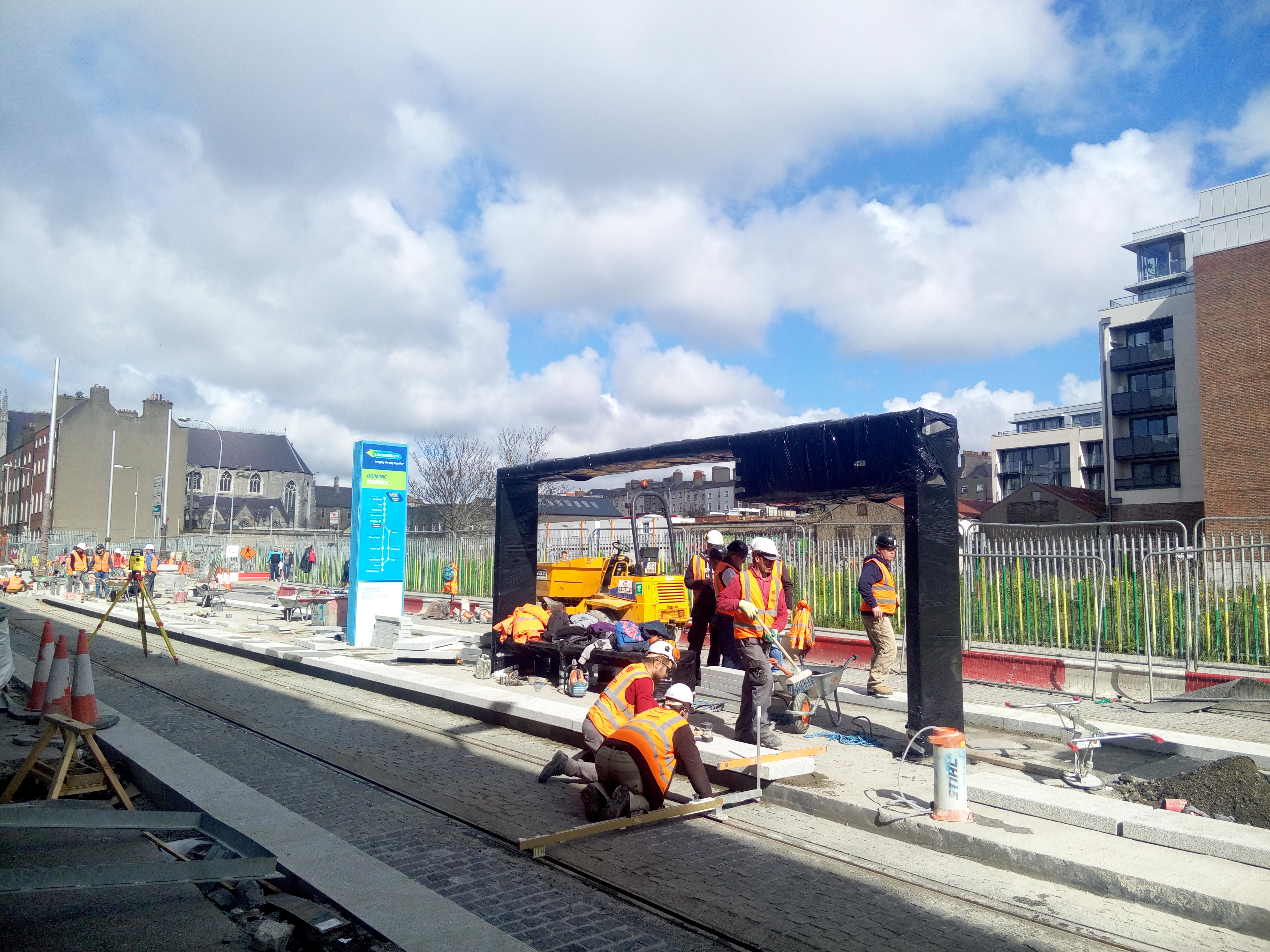
ドミニック停留場の建設現場（2017年4月1日）

2010年6月、レッドラインとグリーンラインの乗り継ぎを可能にする計画が確定した。しかし、ダブリン市議会は2011年5月20日、計画局（An Bord Plána）に無電柱化を求める歴史的な市内中心部に、架空送電線の設置に懸念を抱いていると述べた。
以下の2路線を計画としていた。
- ラインBX：レッド、グリーンラインの市内中心部の接続路線。鉄道調達機関（RPA）は2005年12月に当路線の協議を始めた。2007年3月に、次の路線が発表された[16]。セント・スティーブンス・グリーン - カッレジ・グリーン間は、複線から単線に変わり、ウェストモアランド通り、オコンネル橋、オコンネル通りの西側に沿い、カタール・ブルガ通りまで走る。その後、東に曲がりカタール・ブルガ通りになり、南に曲がりマールボロー通りに沿って進む。ロージー・ハケット橋を渡り、ホウキンズ通りとカレッジ通りに沿って続き、カッレジ・グリーンの複線区域に合流する[17]。
- ラインD：市内中心部 - リフィー・ジャンクション間を通る路線。途中、ダブリン工科大学のグランジゴーマンキャンパスを通り、メイヌース鉄道線と接続する。

2011年11月10日、アイルランド政府は2012年から2016年のインフラストラクチャー、資本投資計画で上記の路線を一つにした、ラインBXDを発表した。マールボロー通りとホーキンズ通りを結ぶ、リフィー川を渡る橋の建設工事は2012年4月に開始され、南方面のラインBXDの線路が敷設された。2012年8月3日にラインBXD用の鉄道注文が計画局によって付与された。その後、ラインBXDは、「ルアス・クロスシティ」としてブランド化した。ルアス・クロスシティは、途中レッドラインとの乗り継ぎが可能となるグリーンラインのセント・スティーブンス・グリーンから北ダブリンのブルームブリッジまでの延長のことを指していた。2017年12月9日に開通した。

## 路線
2020年現在、ルアスは2つの路線で構成されている。
- レッドライン：ザ・ポイント/コノリー - サガート/タラ間の約20.7km（各ルート）
- グリーンライン：ブルームブリッジ - サンディフォード - ブライズ・グレン間の24.5km

レッドラインはダブリンのリフィー川以北（Northside）を東西に走り、リフィー川を横切り、南西に移動し、タラの郊外まで続き、シティウェストキャンパスを通り、サガートに至る。
グリーンラインはダブリンのリフィー川以南（Southside）を通り、1958年に閉鎖されたときに再利用できるようにされていた、かつて存在したハーコート・ストリート鉄道の線路に沿っている。

## 使用車両
直流750 V 架空電車線方式を使用しており、アイルランドの1,600mmの軌間ではなく、国際標準軌間の1,435mmが使用されている。
銀色のシタディスは、フランスのアルストムによってラ・ロシェルで製造されており、路上以外の区間では最高速度70km/hに達するが、路上では車両や歩行者との衝突が発生する可能性があるため、速度は遅くなる。
初期のレッドラインの3000系の路面電車は30mの長い256人乗りのシタディス301構成を26台導入している。グリーンラインの4000系の路面電車はそれぞれ40mの長い358人乗りのシタディス401構成を14台導入した。車椅子にも対応している。2007年から2008年6月まで、すべてのレッドラインの路面電車は、連結により、40mに延長された。いずれも、すべてのレッドラインとグリーンラインの路面電車は互換性がある。2009年初頭に43mのシタディス402を5000系として26台注文した。
さらに55mのシタディス402を5000系として7台、グリーンラインで運行するために注文し、2018年1月から6月にかけて導入された。2019年10月、当初26台導入した5000系をすべて55mに延長されることが発表された。

## 乗降制度

### 切符

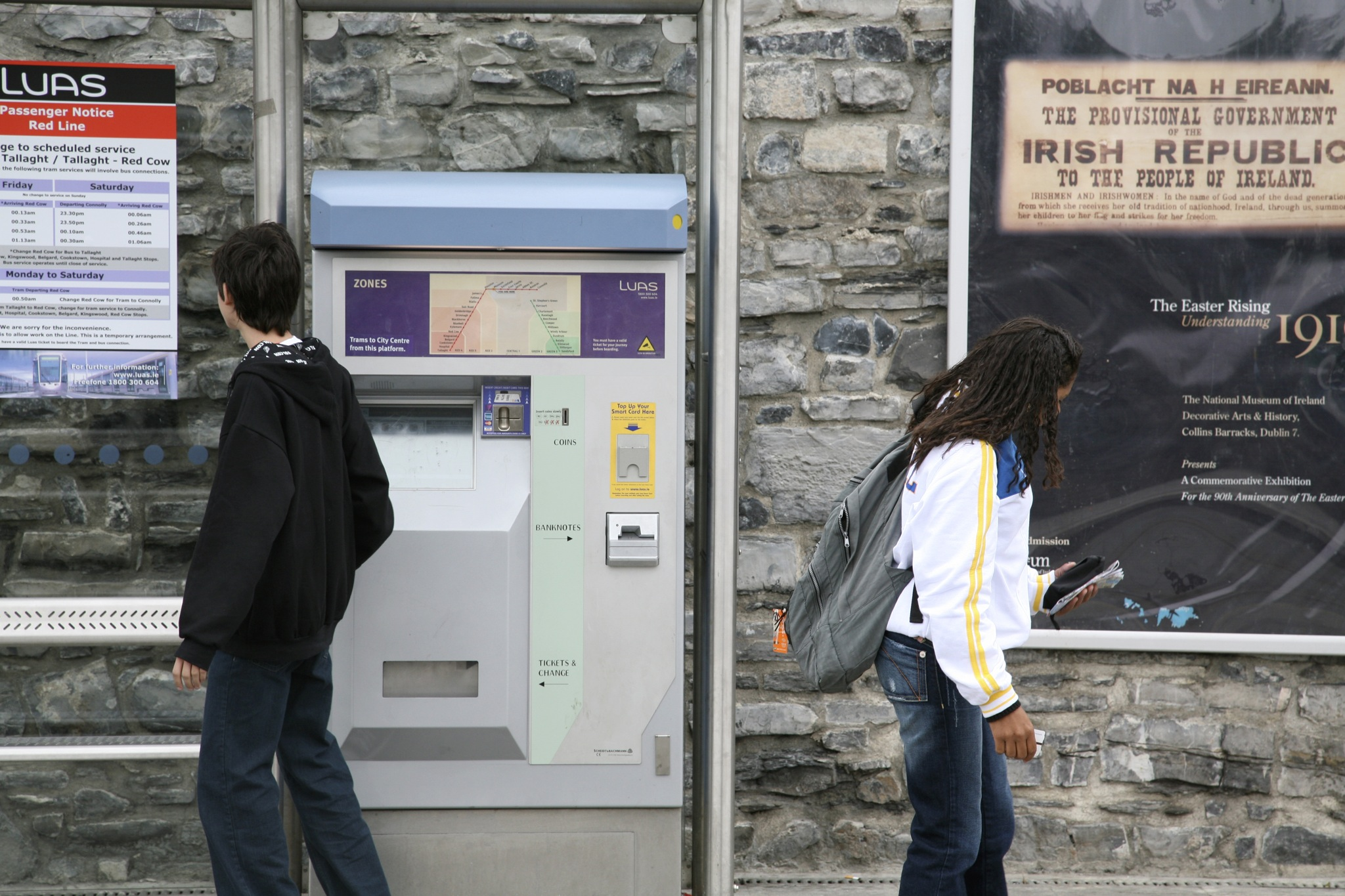
ルアス券売機

ルアスの切符は紫色で、サイズはクレジットカードと同様である。背面に磁気ストライプがついているが、ルアスでは使用されない。ダブリン公共交通機関で唯一切符を通さず、支払い証明書が使用される。
自動券売機はすべてのルアス停留場にあり、大人、小人、学生を対象に、一部またはすべての運賃ゾーンで有効な切符のほか、1日券、7日券、30日券を販売している。切符は、購入した停留場からのみ有効であり、表示されている特定の時間の90分以内に使用を開始しなければならない。切符の支払いは現金のほか、カード支払いを受け入れ、1週間の上限は150ユーロである。以前はカードで支払うことができる最低金額は5ユーロだったが、その後削除された。他のアイルランドの交通機関と同様に学生証で学生割引を受けられないため、ルアスは学生用トラベルカードの購入を勧めていた。2011年に導入されたICカード乗車券のリープカードにより、1日の上限を下げ、記名式の学生カードが購入できるようになった。

### ICカード
2005年3月にルアス独自のICカード乗車券が導入されたが、2011年の統合されたICカードのリープカードの登場により、段階的に廃止された。独自のICカードの運用最終日は2014年9月30日だった。
各停留場に簡易型改札機が設置されており、乗車前と降車後に必ずリープカードをタッチし、正しい運賃が差し引かれるシステムになっている。乗車前にタッチすることを「タグオン」といい、降車後にタッチすることを「タグオフ」という。

#### 無料トラベルカード
アイルランドで以下の社会福祉を受けているものには、右上隅に黄色の「FT」マークがついた公共サービスカードが提供され、上述のリープカードと同じようにICカードとして機能するが、無料で乗車できる。
- 年金者（66歳以上の高齢者）
- 障害手当（一般開業医、診療医、福祉担当官の承認を得て1年以上続く身体障害者）
- 介護手当

交通機関を無料で利用できる公共サービスカードは、求職者や上記にリストされた以外の社会福祉の支払いをしている者には与えられず、特定の症状に自動的には与えられない。
ルアスでは、イギリスからの年金受給者パスの所持者にも適用される。カナダやアメリカ合衆国などの国には、高齢者や障害者向けの全国パスシステムがなく、ローカル割引の乗車券しか利用できないため、アイルランドへ訪問する際、年齢や障害に関係なくバス、路面電車、電車で正規運賃を支払う必要がある。または、リープビジターカードを使用し、観光客割引が適用される。
このシステムは、1960年代後半に当時の保険大臣であるチャールズ・J・ホーヒーの大臣命令によって作成され、政治的には「第3の鉄道」と呼ばれている。

### アクセシビリティ
すべてのルアスは、車椅子対応の低床電車を運行している。また、高架停留場の場合、エレベーターも設置されている。

## 運行時間

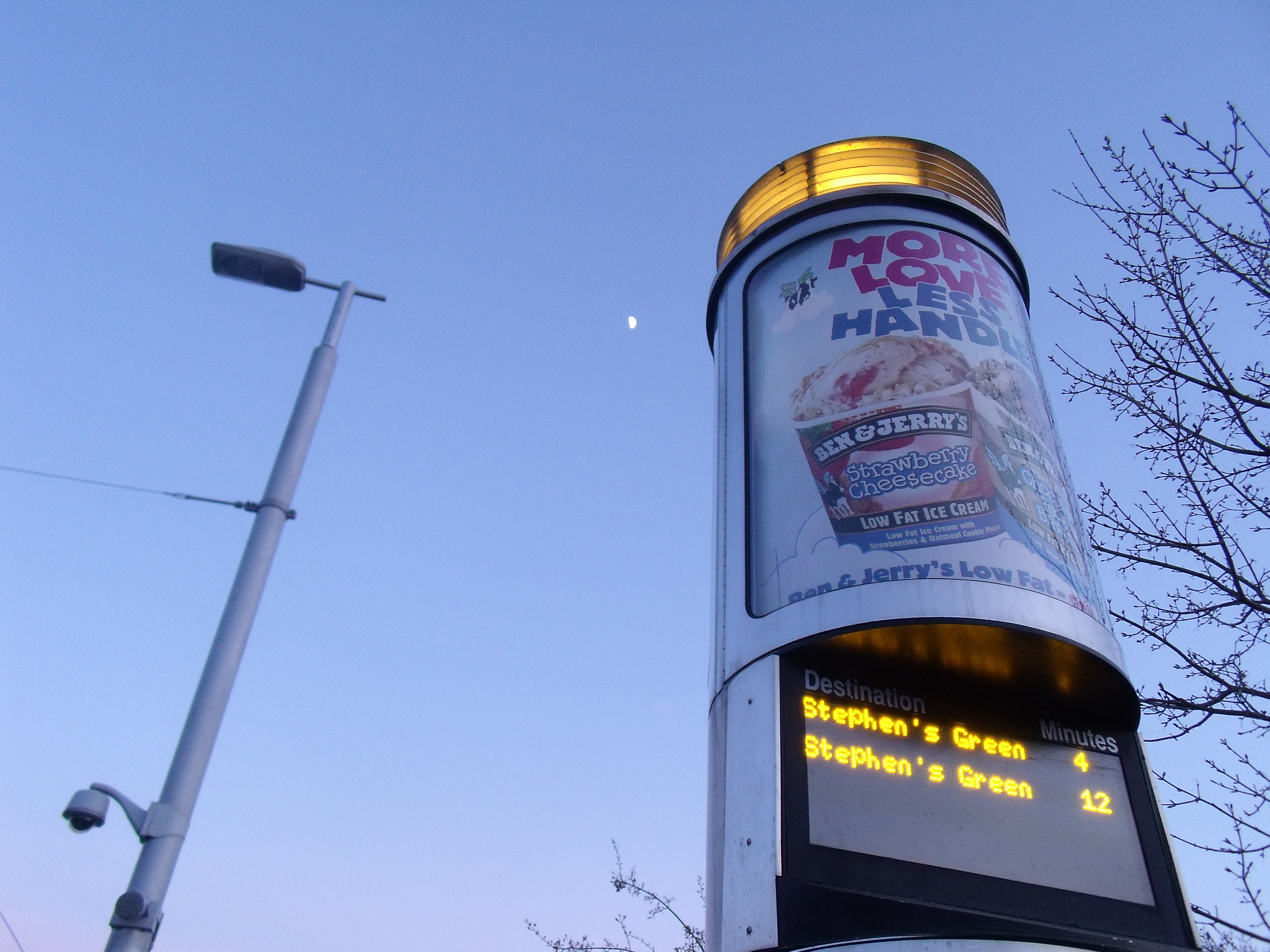
LED式発車標

ルアスは平日の5時半から0時半まで運行している。土曜日は6時半から0時半、日曜日は7時から23時まで運行している。祝日は、0時半まで運行することを除き、日曜日と同じ時刻表に沿っている。ピーク時には、４〜5分間隔、深夜には15分間隔で、定期的に運行されている。
各停留場にはLED式発車標が設置されており、路面電車到着までの待ち時間、運行状況に関する情報を旅客向けに案内している。

## 安全性
ルアスは、「世界で最も安全な輸送システムの1つ」であると説明された。
ルアスが発足する以前に、「安全意識の日」がダブリン市内中心部で開催された。路面電車の運転手が視認できるようにするため、歩行者や自転車に何千もの反射型アームバンドが配られた。車内と停留場は、レッドカウ車両基地にある中央管理室から24時間監視カメラで監視している。また、多数の致命的な事故に繋がることも懸念されていた。開通から16年経った2020年5月現在、9名の死亡者が出ている。
また、開通時にはなかったが、歩行者からの視野性を高めるために路面電車の周りに反射式のストライプが施された。

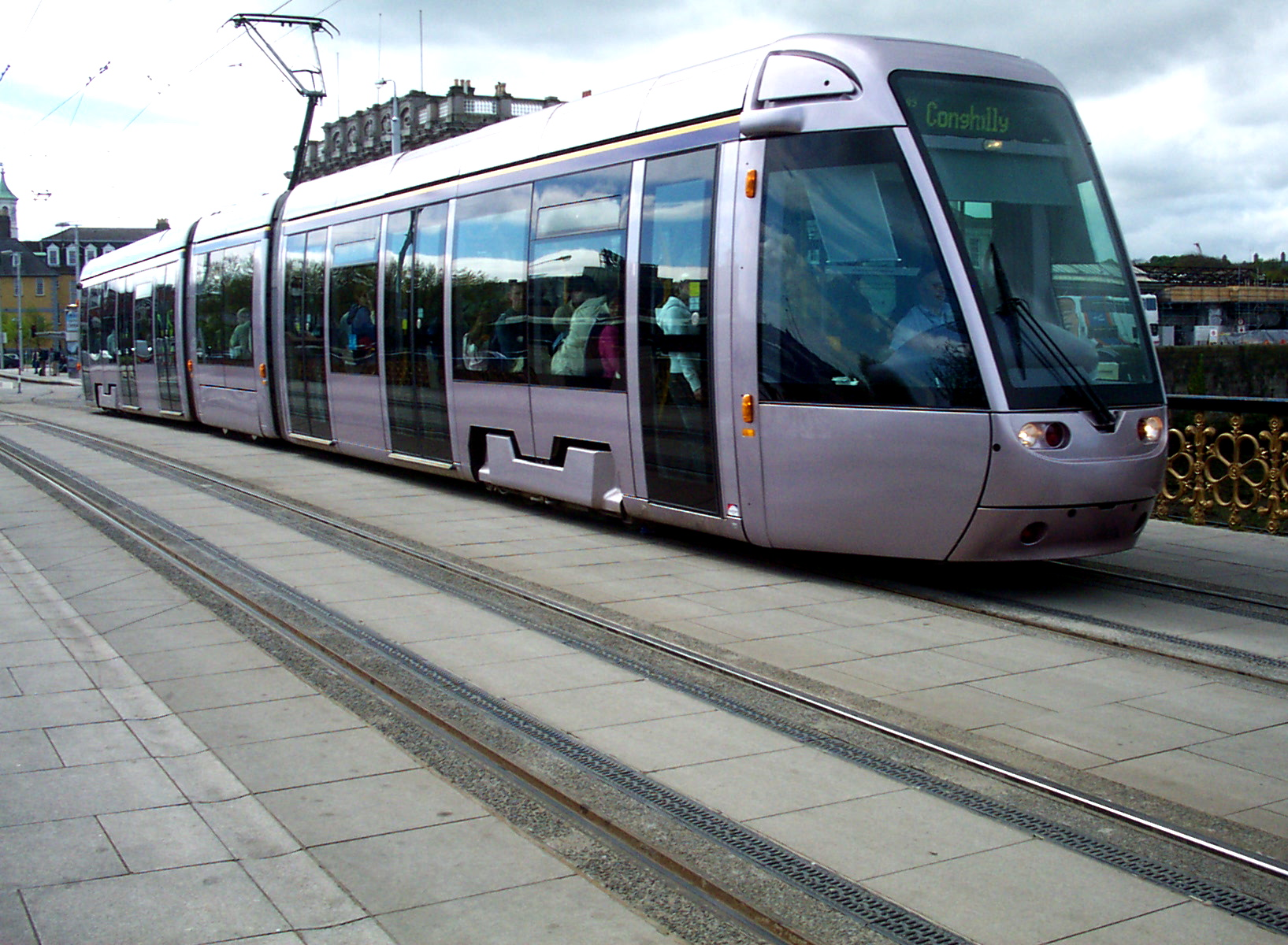
開通時のルアス
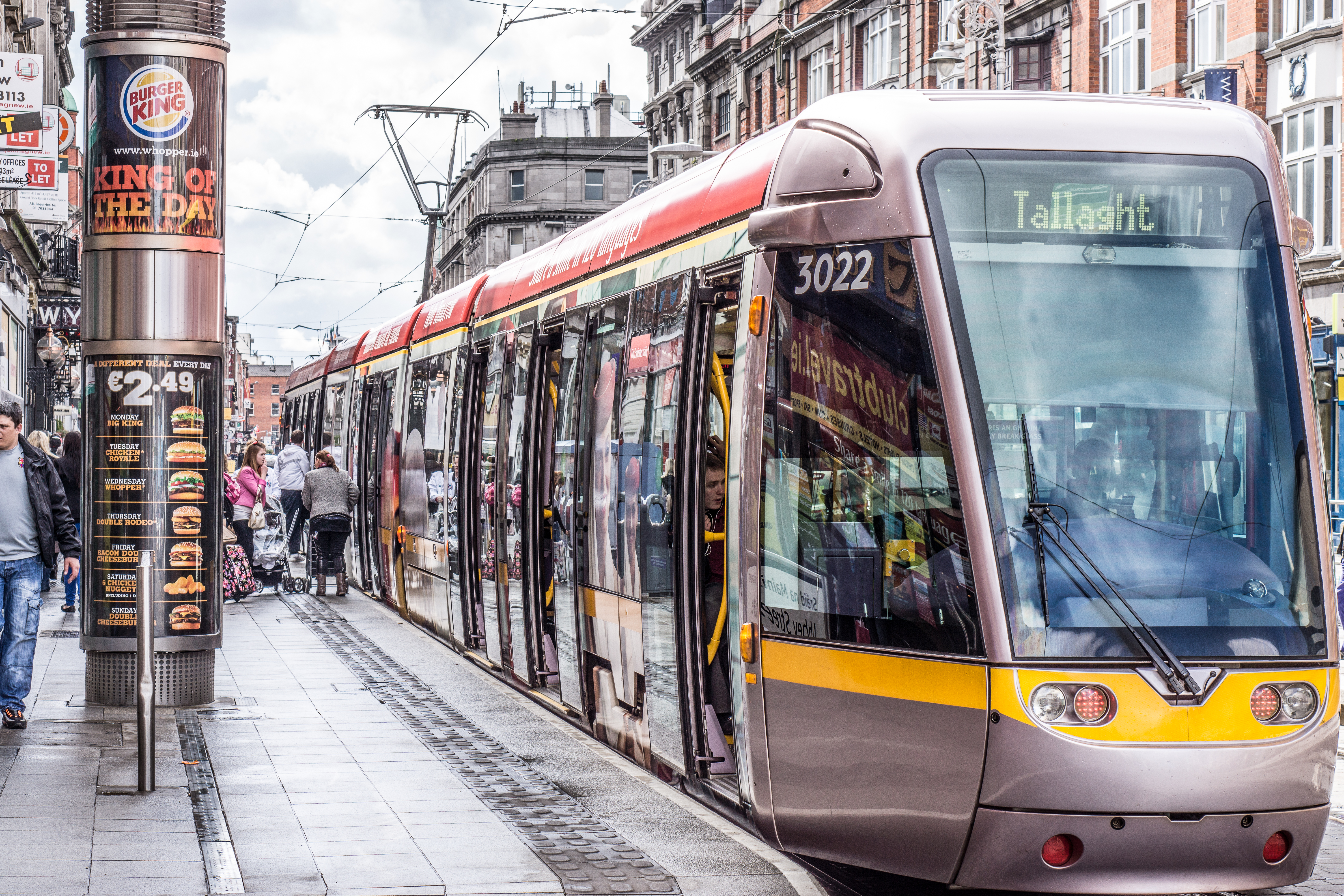
視野性を高めるための反射型ストライプが追加された

## 事故
ルアスに関連する事故はいくつかあり、一時的に閉鎖されることもある。2019年12月の時点で、10件の衝突事故があり、約4億8000万人に影響が出た。
- 2008年2月23日 19時40分：59歳の男性がタラのクックスタウン・ウェイにて、レッドラインに衝突し、重傷を負った。翌日、死亡が確認された[33][34]。
- 2009年5月15日：サガートへのルアスA1延長の建設中、従業員がシティウェストにて死亡した[35]。
- 2009年9月16日 15時：ダブリン市内中心部のアビー通りとオコンネル通りの交差点で、レッドラインとダブリンバス16番線が衝突事故を起こした[36]。事故で路面電車の全部が脱線し、運転席がバスの左側に押し潰された[37]。残骸から切り取られなければならなかった路面電車の運転手を含め、少なくとも21人が負傷し、3人が重傷を負った[38][39]。
- 2011年10月11日 16時20分：ポーランド国籍の35歳の男性がヒューストン駅付近のスティーブンス・レーンにて、レッドラインに衝突し、死亡した[40]。ヒューストン停留場とザ・ポイント停留場間は3時間運休となり、19時20分に運行が再開された。
- 2012年6月28日：ブラックホース停留場のプラットホームの線路に32歳の女性が転落し、路面電車に引き込まれた。救急隊は女性を路面電車から解放することに成功し、法医学検査のために当停留場は封鎖された。病院に搬送されたが、7月6日に死亡が確認された[41]。2019年現在、ルアスの衝突事故で唯一死亡した乗客車である[注釈 3]。
- 2014年4月7日：ジャービス通りとアビー通りの交差点で乗用車がルアスに衝突し、ダブリン出身の35歳の歩行者が巻き込まれ、死亡した[42]。
- 2017年7月8日：リアルとのファティマ停留場を過ぎたセント・ジェームス・ウォークにて、女性が市内中心部行きのルアスに衝突し、死亡した[43]。
- 2019年2月14日：クックスタウン停留場 - タラ病院停留場間のタラ行きのルアスが女性と衝突し、現場で死亡が確認された[44]。
- 2019年3月11日：キングスウッド停留場付近でルアスと歩行者の男性が衝突し、死亡した[45][46]。
- 2019年12月15日 3時頃：男性サイクリストがピーターズ広場でルアスと衝突し、死亡した[47][48]。

## 延伸計画とその進展
2006年、当局はこの2つの路線を繋ぎ、さらに市の北部のダブリン空港まで地下鉄を建設する計画を発表した（この地下鉄計画はその後の経済危機を受けて廃案となった）。また、レッドラインのコノリー駅より東側の国際金融センター・ダブリン港地域のザ・ポイント への延伸、 レッドラインの南西部のサガートへの延伸、グリーンラインの南部への延伸（最終的にはブレイまで延伸する予定であった）なども計画された。この他にも各方面への幾つかの新線建設プランが立てられたが、その後アイルランドを2008年に襲った経済危機により既に建設中であったレッドラインのコノリー駅より東側の国際金融センター・ダブリン港地域のザ・ポイント への延伸、 レッドラインの南西部のサガートへの延伸、グリーンラインのブライズ・グレンまでへの延伸を除き（いずれも2012年現在完成、運行中）、ほとんどの計画は廃案もしくは保留状態となっている。